# Придеснянський заказник
Придесня́нський зака́зник — орнітологічний заказник місцевого значення в Україні. Розташований у межах Сосницької селищної громади Корюківського району Чернігівської області, на південний схід від смт Сосниця.
Площа 14 га. Статус присвоєно згідно з рішенням Чернігівської обласної ради від 11 червня 2008 року. Перебуває у віданні ДП «Сосницярайагролісгосп» (кв. 131, вид. 21).
Статус присвоєно для збереження частини лісового масиву на лівобережжі річки Десна, яке є місцем гніздування або зупинки багатьох видів перелітніх птахів, у тому числі рідкісних.